# Emerson (Nebraska)
Emerson je selo u američkoj saveznoj državi Nebraska. Prema popisu stanovništva iz 2010. u njemu je živjelo 840 stanovnika.